# Paseo Monclova
Paseo Monclova es un centro comercial del tipo Lifestyle Mall ubicado al norte de la ciudad de Monclova, Coahuila, México, propiedad de la empresa mexicana Organización Ramírez, empresa propietaria de la cadena cinematografica mexicana Cinépolis. La obra inició su construcción el 24 de agosto de 2017, encabezado por el presidente del Consejo de Administración de Cinépolis, Enrique Ramírez, en conjuncion con el Secretario de Fomento Económico, Antonio Gutiérrez Jardón y el entonces presidente municipal de Monclova, Gerardo García Castillo, e inició sus operaciones el 14 de noviembre de 2018 con la inauguración del complejo cinematográfico Cinépolis encabezado por el presidente del Consejo de Administración de Cinépolis, Enrique Ramírez, en conjunto con el entonces Gobernador del Estado de Coahuila, Miguel Ángel Riquelme Solís.

## Historia
Paseo Monclova surgió el 24 de agosto de 2017 cuando la empresa mexicana Organización Ramírez inició la construcción del complejo comercial en un terreno de 200,000 metros cuadrados ubicado al norte de la ciudad de Monclova, Coahuila por la Avenida Lázaro Cárdenas y Bulevar Harold R. Pape, a través de la colocación de la primera piedra, el cual fue encabezada por el presidente del Consejo de Administración de Cinépolis, Enrique Ramírez en conjunto con el Secretario de Fomento Económico, Antonio Gutiérrez Jardón y el presidente municipal de Monclova, Gerardo García Castillo, el cual contó con una inversión inicial de 600 millones de pesos para llevar a cabo la construcción del complejo comercial. El 12 de octubre de 2018, durante su etapa de construcción, el centro comercial Paseo Monclova fue supervisada por presidente del consejo de administración de la Organización Ramírez, Enrique Ramírez Villalón junto con el presidente municipal de Monclova Alfredo Paredes López y empresarios de la Región Centro, quienes realizaron un recorrido por las instalaciones del centro comercial, cuya construcción de su primera etapa en ese momento se encontraba en fase de instalación de mobiliario y colocación de detalles tanto en la tienda departamental Cimaco, como en el complejo de salas de cine de Cinépolis.
La obra inició sus operaciones el 14 de noviembre de 2018 con la inauguración del complejo cinematográfico mexicano Cinépolis, cuya ceremonia de apertura fue encabezada por el presidente del Consejo de Administración de Cinépolis, Enrique Ramírez, en conjunto con el entonces Gobernador del Estado de Coahuila, Miguel Riquelme Solís y el presidente de Canaco Monclova, Ricardo Zertuche.
A partir de 22 de noviembre de 2018, Paseo Monclova inició su proceso paulatino de aperturas de tiendas y restaurantes con la inauguración e inicio de operaciones de la tienda departamental Cimaco, cuyo corte de listón inaugural fue encabezado por el director general de Cimaco, Alfredo Murra Farrús en conjunto con el entonces Gobernador del Estado de Coahuila, Miguel Ángel Riqulme Solis, el cual se aplicó una inversión de 200 millones de pesos para la edificación y apertura de la tienda departamental bajo una superficie de 9,850 m², en los que se generaron un total de 220 empleos directos.
El 4 de diciembre de 2018, inicia operaciones la tienda de autoservicio Merco, cuyo corte de listón inaugural fue encabezado por el propietario de Merco, Javier Arteaga Gutiérrez junto a su esposa y su familia en conjunto con el gobernador de Coahuila, Enrique Martínez; el presidente municipal de Frontera, Florencio Siller Linaje; el presidente  municipal de Castaños Enrique Soto Ojeda; José Luis Sánchez Santos en representación de la presidenta municipal del municipio de San Buenaventura, Gladys Ayala; Juan Harb Karam en representación del Gobierno del Estado, Enrique Martínez y Martínez; el presidente de CANACO Monclova, Ricardo Zertuche Martínez y el presidente de Cimaco, Eduardo Murra Marcos, el cual se generaron un total de 180 empleos en su apertura bajo una inversión de 50 millones de pesos. Posteriormente, el 7 de febrero de 2019, inicia sus operaciones la tienda de ropa Promoda Outlet Multimarcas de Grupo Axo.
El complejo comercial fue inaugurado de manera oficial el 4 de abril de 2019 con el inicio de operaciones de la tienda departamental Liverpool, cuyo corte de listón inaugural fue encabezado por el director general de Liverpool y Fábricas de Francia, José Rolando Campos, junto con el director de Operaciones de Liverpool, Antonio Pando, el director de la sucursal Liverpool Monclova, Gerardo Osorio y el presidente de CANACO Monclova, Ricardo Zertuche Martínez, el cual la tienda departamental contó con una inversión total de 252 millones de pesos, generando a la vez un total de 250 empleos directos y 300 indirectos, así como el inicio de operaciones la tienda departamental Del Sol, cuya apertura estuvo encabezada por el entonces presidente municipal de Monclova, Alfredo Paredes, por lo cual el centro comercial Paseo Monclova generó un total de 2500 empleos directos durante su inauguración oficial.  Asimismo, el 5 de abril de 2019, inició sus operaciones la tienda departamental Coppel, cuya inauguración fue encabezada por el entonces presidente municipal de Monclova Alfredo Paredes en conjunto con el director de Fomento Económico, Jorge Garza, con el objetivo de apoyar en la generación de empleos en la ciudad de Monclova a través de su apertura.
Posteriormente, el 13 de septiembre de 2019, como parte de la segunda etapa del centro comercial comercial, inicia sus operaciones la tienda departamental Suburbia.Posteriormente, el 6 de diciembre del mismo año, inició operaciones la tienda de ropa de origen holandés C&A
El 13 de abril de 2024, el área de comida de Paseo Monclova suspendió de manera temporal sus operaciones debido a un incendio en el área de restaurantes, originado por un corto circuito en la parte alta del complejo comercial que provocó la caída parcial del techo, el cual dicho siniestro fue controlado por la Policía Preventiva Municipal de Monclova, ambulancias y paramédicos de Cruz Roja Monclova, integrantes de Seguridad Pública, bomberos, paramédicos del Grupo de Rescate y Urgencias Médicas (GRUM), así como equipos de los municipios de Frontera y Escobedo. Luego de cuatro meses de reparación y remodelación en el área de restaurantes del centro comercial provocado por dicho incendio, el 15 de agosto de 2024, fue reinaugurada el área de restaurantes de Paseo Monclova, con el acto de inauguración del restaurante KFC así como la integración e inauguración de cuatro restaurantes de índole local, entre ellas Pescadería Andrade, Papas Grill, Taquito Express y Wow Pizza, los cuales fueron encabezados por el gerente del centro comercial Paseo Monclova, Alejandro Martínez, esto como parte de la reapertura gradual del área de comida del complejo comercial. Posteriormente , el 14 de noviembre de 2024, inició el operativo de seguridad Buen Fin en Monclova dentro de las instalaciones del centro comercial Paseo Monclova, el cual fue encabezado por elementos de la Policía Estatal de Coahuila, en conjunto con la Policía Municipal de Monclova, detectives de la Agencia de Investigación Criminal (AIC) y GATEM, esto con el objetivo de atender y salvaguardar la seguridad e integridad tanto de la población residente así como de visitantes de la ciudad de Monclova durante la temporada del Buen Fin.

## Características
Paseo Monclova consta de un centro comercial estilo lifestyle mall estructurado a una planta ubicado al norte de la ciudad de Monclova, Coahuila por la Avenida Lázaro Cárdenas y Bulevar Harold R. Pape, el cual tiene una superficie de terreno total de 200,000 m², entre las cuales 80,000 m² son del área de construcción del complejo comercial.
Empresarial y comercialmente, Paseo Monclova está conformada por 100 espacios comerciales, de las cuales 86 de ellas son conformadas por tiendas y boutiques en las divisiones de ropa, calzado, accesorios, hogar, telefonía móvil, videojuegos, juguetería y servicios varios, así como restaurantes y puestos de comida de índole local, estatal, regional, nacional e internacional, mientras que los 14 espacios restantes son de tiendas ancla y subanclas conformadas por un supermercado, cuatro tiendas departamentales, tiendas de ropa y un complejo de salas de cine así como de 50 kioscos comerciales.
Administrativamente, Paseo Monclova se encuentra bajo propiedad de la empresa mexicana Organización Ramírez (propiedad del empresario mexicano Enrique Ramírez), el cual a su vez es propietaria de la cadena mexicana de salas de cine Cinépolis.